# Lucy Briers
Lucy Jane Briers (* 19. August 1967 in Hammersmith, London) ist eine britische Theater- und Filmschauspielerin.

## Leben
Lucy Briers kam 1967 als Tochter der Schauspieler Richard Briers und Ann Davies (* 1934) im Londoner Stadtteil Hammersmith zur Welt, wo sie auch von 1978 bis 1985 die St. Paul’s Girls School besuchte. Zwischenzeitlich wuchs sie mit ihrer älteren Schwester Kate in Chiswick, einem anderen Stadtteil Londons, auf. Bereits als Kind wollte sie in die Fußstapfen ihrer Eltern treten und Schauspielerin werden. Nach einem Theaterstudium an der Lancaster University, das sie 1988 abschloss, nahm sie an der Bristol Old Vic Theatre School an einem dreijährigen Schauspielkurs teil. 1992 stand sie für den Fernsehfilm A Masculine Ending erstmals vor der Kamera. Noch im selben Jahr folgte ein Auftritt in der Science-Fiction-Serie Red Dwarf.
In dem vielgerühmten BBC-Mehrteiler Stolz und Vorurteil nach Jane Austens gleichnamigem Roman spielte sie 1995 neben Jennifer Ehle und Colin Firth die Rolle der unscheinbaren Mary Bennet. In diese Rolle schlüpfte sie 2001 erneut für das von der BBC produzierte Radiohörspiel Mary, Mary. Die Handlung von Stolz und Vorurteil wird darin aus Marys eingeschränkter Perspektive erzählt, die sie glauben macht, alle Männer um sie herum, einschließlich Mr. Darcy und Mr. Bingley, seien in sie verliebt. Auch für andere Radioproduktionen der BBC trat Briers als Sprecherin in Erscheinung. Des Weiteren hatte sie Gastauftritte in zahlreichen britischen Fernsehserien wie Agatha Christie’s Poirot, Genie in the House, Doctors, Inspector Barnaby und Father Brown.
Briers fühlt sich jedoch vor allem dem Theater verbunden. Mit ihrem, laut eigener Aussage, altmodischen Gesicht wurde sie über die Jahre vor allem in klassischen Rollen besetzt. So trat sie in mehreren Shakespeare-Stücken auf, darunter Der Sturm, Heinrich IV., Othello und Wie es euch gefällt, in Strindbergs Fräulein Julie und in Tschechows Die Möwe. Sehr gute Kritiken erhielt sie insbesondere für eine Inszenierung von Shakespeares Das Wintermärchen aus dem Jahr 2000, in der sie die Rollen der Paulina und der Dorcas bekleidete. Gelobt wurde sie auch für die Titelrolle in Elektra, die sie 2003 am Gate-Theater spielte.
Erfolg konnte Briers, die mit Regisseuren wie Michael Grandage, Peter Hall und Jonathan Kent arbeitete, jedoch auch mit modernen Stücken verbuchen. Für ihre Doppelrolle als Betty und deren Sohn Edward in dem zeitgenössischen und von derber Sprache geprägten Stück Cloud Nine von Caryl Churchill erhielt sie 2004 eine Nominierung für den Theatre Award in der Kategorie Beste Nebendarstellerin. Im Dezember 2013 trat Briers erstmals mit der Royal Shakespeare Company am Swan Theatre in Stratford-upon-Avon auf. 2019 stand sie neben Hayley Atwell in Ibsens Rosmersholm am Duke of York’s Theatre unter der Regie von Ian Rickson auf der Bühne.
Briers war ab 1995 mit dem Schauspieler und Regisseur Simon Cox verheiratet, unter dessen Regie sie auch auf der Bühne stand. Das Paar ist inzwischen geschieden.

## Filmografie (Auswahl)
- 1992: A Masculine Ending (TV-Film)
- 1992: Red Dwarf (TV-Serie, eine Folge)
- 1992: Boon (TV-Serie, eine Folge)
- 1992: The Blackheath Poisonings (TV-Miniserie)
- 1993: Unnatural Causes (TV-Film)
- 1994: The 10 Percenters (TV-Serie, eine Folge)
- 1995: Stolz und Vorurteil (Pride and Prejudice) (TV-Miniserie)
- 1996/2018: Casualty (TV-Serie, zwei Folgen)
- 1998: Imogen’s Face (TV-Miniserie)
- 1998: Polizeiarzt Dangerfield (Dangerfield) (TV-Serie, eine Folge)
- 1998/2001: The Bill (TV-Serie, zwei Folgen)
- 1999: Wives and Daughters (TV-Miniserie)
- 2002: Prince William (TV-Film)
- 2003: Perks
- 2004: Agatha Christie’s Poirot – Das Eulenhaus (Agatha Christie’s Poirot – The Hollow) (TV-Serie, eine Folge)
- 2004: Bodies (TV-Serie, eine Folge)
- 2005: Broken News (TV-Serie, zwei Folgen)
- 2006: Long Hot Summer
- 2007: Bonkers (TV-Serie, eine Folge)
- 2007: Silent Witness (TV-Reihe, zwei Folgen)
- 2007: Genie in the House (TV-Serie, eine Folge)
- 2007: The Green Green Grass (TV-Serie, eine Folge)
- 2007/2010: Doctors (TV-Serie, zwei Folgen)
- 2008: Ashes to Ashes – Zurück in die 80er (Ashes to Ashes) (TV-Serie, eine Folge)
- 2008: Einstein und Eddington (Einstein and Eddington) (TV-Film)
- 2011: Inspector Barnaby – Unter Oldtimern (Midsomer Murders – Death in the Slow Lane) (TV-Reihe, eine Folge)
- 2011: The Night Watch (TV-Film)
- 2011: Twenty Twelve (TV-Serie, zwei Folgen)
- 2012: Parade’s End – Der letzte Gentleman (Parade’s End) (TV-Miniserie)
- 2012: The Thick of It (TV-Serie, eine Folge)
- 2012: Inspector Banks (DCI Banks) (TV-Serie, zwei Folgen)
- 2013: Alan Partridge: Alpha Papa
- 2013: Eine Frau an der Front (Our Girl) (TV-Film)
- 2013–2015: Count Arthur Strong (TV-Serie, sechs Folgen)
- 2016: Genius – Die tausend Seiten einer Freundschaft (Genius)
- 2017: Father Brown (TV-Serie, eine Folge)
- 2018: Mrs Wilson (TV-Miniserie)
- 2019: Victoria (TV-Serie, eine Folge)
- 2019: Gentleman Jack (TV-Serie, zwei Folgen)
- 2019: Four Weddings and a Funeral (TV-Serie, zwei Folgen)
- 2020: Emma
- 2020: Der junge Inspektor Morse (Endeavour) (TV-Reihe, eine Folge)
- 2020: Home (TV-Serie, eine Folge)
- 2020: Strike (TV-Serie, eine Folge)
- 2021: Zack Snyder’s Justice League
- 2024: We Live in Time

## Theaterauftritte (Auswahl)
- 1993: The Venetian Twins – als Rosaura, Regie: Mark Brickman, Oxford
- 1993: Der Sturm (The Tempest) von William Shakespeare – als Miranda, Regie: Deborah Paige, Salisbury
- 1996: Emma nach Jane Austen – als Jane Fairfax, Regie: Guy Retallack, Edinburgh
- 1996–1997: Heinrich IV., Teil 1 und Heinrich IV., Teil 2 (Henry IV) von William Shakespeare – als Lady Percy und Dirne, Regie: Stephen Unwin, Old Vic Theatre, London; English Touring Theatre
- 1998: Othello von William Shakespeare – als Desdemona, Regie: Gwenda Hughes, New Victoria Theatre, Newcastle
- 2000: Wie es euch gefällt (As You Like It) von William Shakespeare – als Phöbe, Regie: Michael Grandage, Crucible Theatre, Sheffield; Lyric Theatre, London
- 2000: Das Wintermärchen (The Winter’s Tale) von William Shakespeare – als Paulina und Dorcas, Regie: Erica Whyman, Southwark, London
- 2001: Don Juan von Molière – als Charlotte, Regie: Michael Grandage, Crucible Theatre, Sheffield
- 2003: Elektra von Sophokles – als Elektra, Regie: Erica Whyman, Gate-Theater, London
- 2004: Cloud 9 von Caryl Churchill – als Betty und Edward, Regie: Anna Mackmin, Crucible Theatre, Sheffield (Nominierung für den Theatre Award als Beste Nebendarstellerin)
- 2004: The Solid Gold Cadillac von George S. Kaufman und Howard Teichman – als Amelia Shotgraven, Regie: Ian Brown, West End, London
- 2006: The Voysey Inheritance von Harley Granville-Barker – als Voysey, Regie: Peter Gill, Royal National Theatre, London
- 2007: Ship of Fools – verschiedene Rollen, Regie: Toby Frow, Theatre503, London
- 2007: Some Kind of Bliss von Samuel Adamson – One-Woman-Show, Regie: Toby Frow, Trafalgar Studios, London
- 2008: Sexual Perversity in Chicago von David Mamet – als Joan, Regie: Martin Hutson, Theatre Royal, Norwich
- 2009: Just Between Ourselves von Alan Ayckbourn – als Pam, Regie: Mark Rosenblatt, Royal Theatre, Northampton
- 2009: Fräulein Julie (Fröken Julie) von August Strindberg – als Kristen, Regie: Stephen Unwin, Rose Theatre, Kingston, London
- 2009: Bedroom Farce von Alan Ayckbourn – als Jan, Regie: Peter Hall, Rose Theatre, Kingston, London
- 2010: Behud von Gurpreet Kaur Bhatti  – als Joanne Stevenson, Regie: Lisa Goldman, Soho Theatre, London
- 2013: Wölfe (Wolf Hall) von Hilary Mantel – als Katherine of Aragon, Regie: Jeremy Herrin, Royal Shakespeare Company, Swan Theatre, Stratford-upon-Avon; Aldwych Theatre, London; Broadway, New York
- 2013: Falken (Bringing Up the Bodies) von Hilary Mantel – als Jane Rochford, Regie: Jeremy Herrin, Royal Shakespeare Company, Swan Theatre, Stratford-upon-Avon; Aldwych Theatre, London; Broadway, New York
- 2015: Die Möwe (Чайка) von Anton Tschechow – als Polina, Regie: Jonathan Kent, Chichester Festival Theatre, Chichester
- 2015: Iwanow (Иванов) von Anton Tschechow – als Sinaida Sawischna, Regie: Jonathan Kent, Chichester Festival Theatre, Chichester
- 2016: Show Boat von Jerome Kern und Oscar Hammerstein II – als Parthy, Regie: Daniel Evans, Crucible Theatre, Sheffield; New London Theatre, London
- 2017: Forty Years On von Alan Bennett – als Miss Nisbitt, Regie: Daniel Evans, Chichester Festival Theatre, Chichester
- 2019: Rosmersholm von Henrik Ibsen – als Mrs. Helseth, Regie: Ian Rickson, Duke of York’s Theatre, London